# Lista över Frankrikes katedraler
Lista över Frankrikes katedraler

## Lista
| Stad                 | Departement          | Namn                                         | Sekel      |
| -------------------- | -------------------- | -------------------------------------------- | ---------- |
| Aix-en-Provence      | Bouches-du-Rhône     | Saint-Sauveur                                | 1000-talet |
| Albi                 | Tarn                 | Sainte-Cécile                                | 1200-talet |
| Amiens               | Somme                | Notre-Dame d'Amiens                          | 1200-talet |
| Angers               | Maine-et-Loire       | Saint-Maurice                                | 1100-talet |
| Angoulême            | Charente             | Saint-Pierre d'Angoulême                     | 1100-talet |
| Arles                | Bouches-du-Rhône     | Saint-Trophime                               | 1000-talet |
| Autun                | Saône-et-Loire       | Saint-Lazare                                 | 1100-talet |
| Auxerre              | Yonne                | Saint-Étienne d'Auxerre                      | 400-talet  |
| Avignon              | Vaucluse             | Notre-Dame-des-Doms                          | 1100-talet |
| Bayeux               | Calvados             | Notre-Dame de Bayeux                         | 1100-talet |
| Bayonne              | Pyrénées-Atlantiques | Notre-Dame de Bayonne                        | 1200-talet |
| Beauvais             | Oise                 | Saint-Pierre de Beauvais                     | 1200-talet |
| Besançon             | Doubs                | Saint-Jean de Besançon                       | 1100-talet |
| Béziers              | Hérault              | Sainte-Nazaire                               | 1200-talet |
| Bordeaux             | Gironde              | Cathédrale Saint-André de Bordeaux           | 1100-talet |
| Bourges              | Cher                 | Saint-Étienne de Bourges                     | 1000-talet |
| Cahors               | Lot                  | Saint-Étienne de Cahors                      | 1000-talet |
| Cavaillon            | Vaucluse             | Notre-Dame-et-Saint-Véran                    | 1100-talet |
| Châlons-en-Champagne | Marne                | Saint-Étienne de Châlons-sur-Marne           | 1100-talet |
| Chartres             | Eure-et-Loir         | Notre-Dame de Chartres                       | 1100-talet |
| Clermont-Ferrand     | Puy-de-Dôme          | Notre-Dame-de-l'Assomption                   | 1300-talet |
| Coutances            | Manche               | Notre-Dame-de-Coutances                      | 1200-talet |
| Dijon                | Côte-d'Or            | Saint-Bénigne                                | 1000-talet |
| Évreux               | Eure                 | Notre-Dame d'Évreux                          | 1100-talet |
| Laon                 | Aisne                | Notre-Dame de Laon                           | 1100-talet |
| Lectoure             | Gers                 | Saint-Gervais-et-Saint-Protais de Lectoure   | 1100-talet |
| Le Mans              | Sarthe               | Saint-Julien                                 | 1200-talet |
| Le Puy-en-Velay      | Haute-Loire          | Notre-Dame-de-l'Annonciation du Puy-en-Velay | 1100-talet |
| Limoges              | Haute-Vienne         | Saint-Étienne de Limoges                     | 1200-talet |
| Lisieux              | Calvados             | Saint-Pierre de Lisieux                      | 1100-talet |
| Luçon                | Vendée               | Notre-Dame de Luçon                          | 1300-talet |
| Lyon                 | Rhône                | Saint-Jean de Lyon                           | 1100-talet |
| Marseille            | Bouches-du-Rhône     | Notre-Dame-de-la-Major                       | 1000-talet |
| Meaux                | Seine-et-Marne       | Saint-Étienne de Meaux                       | 1100-talet |
| Metz                 | Moselle              | Saint-Étienne de Metz                        | 1200-talet |
| Montpellier          | Hérault              | Saint-Pierre de Montpellier                  | 1500-talet |
| Nantes               | Loire-Atlantique     | Saint-Pierre de Nantes                       | 1400-talet |
| Narbonne             | Aude                 | Saint-Just-et-Saint-Pasteur                  | 1200-talet |
| Nevers               | Nièvre               | Saint-Cyr-et-Sainte-Juliette                 | 1100-talet |
| Noyon                | Oise                 | Notre-Dame de Noyon                          | 1100-talet |
| Orléans              | Loiret               | Sainte-Croix                                 | 700-talet  |
| Paris                | Paris                | Notre-Dame de Paris                          | 1100-talet |
| Périgueux            | Dordogne             | Saint-Étienne-de-la-Cité                     | 1000-talet |
| Périgueux            | Dordogne             | Saint-Front                                  | 1600       |
| Poitiers             | Vienne               | Saint-Pierre de Poitiers                     | 1100-talet |
| Pontoise             | Val-d'Oise           | Saint-Maclou                                 | 1100-talet |
| Reims                | Marne                | Notre-Dame de Reims                          | 1200-talet |
| Rodez                | Aveyron              | Notre-Dame de Rodez                          | 1200-talet |
| Rouen                | Seine-Maritime       | Notre-Dame de Rouen                          | 1100-talet |
| Senlis               | Oise                 | Notre-Dame de Senlis                         | 1100-talet |
| Sens                 | Yonne                | Saint-Étienne de Sens                        | 1000-talet |
| Soissons             | Aisne                | Saint-Gervais-et-Saint-Protais i Soissons    | 1100-talet |
| Strasbourg           | Bas-Rhin             | Notre-Dame de Strasbourg                     | 1000-talet |
| Toulon               | Var                  | Sainte-Marie-Majeure                         | 1000-talet |
| Toulouse             | Haute-Garonne        | Saint-Étienne de Toulouse                    | 1000-talet |
| Tours                | Indre-et-Loire       | Saint-Gatien                                 | 1200-talet |
| Vannes               | Morbihan             | Saint-Pierre de Vannes                       | 1200-talet |
| Verdun               | Meuse                | Notre-Dame de Verdun                         | 1000-talet |